# 华数传媒
华数传媒控股股份有限公司 （深交所：000156，简称：华数传媒）是中国深圳证券交易所的一家上市公司，成立于1994年6月30日，业务范围包括：有线电视、数字电视网络及产业投资、数字通信产业投资、互联网及电视传媒信息服务产业投资。上市时总股份达9650万股。
公司总部位于中国杭州市滨江区江南大道3850号创新大厦15楼1505室，法人代表为励怡青。